# Draba petrophila
Draba petrophila är en korsblommig växtart som beskrevs av Edward Lee Greene. Draba petrophila ingår i släktet drabor, och familjen korsblommiga växter. Inga underarter finns listade i Catalogue of Life.